# الناعمة (العراق)
الناعمة قرية في قضاء تكريت(1) في محافظة صلاح الدين في وسط شمال العراق، وهي اسم لمقاطعتين متجاورتين، الأولى اسمها الناعمة الشمالية، رقمها (47)، مساحتها 28433 دونماً عراقياً، عدد سكانها 716 ساكناً حتى سنة 2010، والأخرى اسمها الناعمة الجنوبية، رقمها (49)، مساحتها 35227 دونماً عراقياً، عدد سكانها 534 ساكناً حتى سنة 2010،  الناعمة منطقة ريفية ذات أراضٍ زراعية شاسعة، تُزرع فيها محاصيل حقلية، تُربّى الأغنام فيها كثيراً، وهي مهنتهم الرئيسية، الناعمة في شرق نهر دجلة ومدينة تكريت في غرب النهر، وبينهما 22 كيلومتراً. يسكن الناعمةَ جماعات من عشيرة شمر.

## الهوامش
- «1»: هي من قضاء تكريت وفقاً لبحث (مستوى تطبيق مربي الأغنام لأهم التوصيات العلمية) المنشور سنة 2017، وفي مصادر أخرى ذُكرت الناعمة من قضاء العلم.[4] وذُكر في بحث (دور طريق تكريت - الطوز في التنمية الزراعية) المنشور سنة 2005 أن مقاطعة الناعمة الجنوبية تابعة لقضاء الدور.[5] لا تزال من ديار عشيرة الصائح الشمرية.[6]